# Моллой, Питер
Питер Моллой, также известный как Пат Моллой (англ. Peter Molloy; 20 апреля 1909 года, Россендейл, Англия — 16 февраля 1993 года, Сент-Олбанс, Англия) — английский футболист, тренер и судья.

## Клубная карьера
Питер Моллой играл в 30-х годах XX века за «Фулхэм», «Бристоль Роверс», «Кардифф Сити», «Куинз Парк Рейнджерс», «Стокпорт Каунти», «Карлайл Юнайтед» и «Брэдфорд Сити».
В качестве гостевого игрока — участник военного матча «Уотфорд» — «Олдершот», состоявшего 2 января 1943 года.

## Тренерская карьера
С 1947 по 1949 год — главный тренер «Галатасарая», с которым он выиграл Стамбульскую футбольную лигу 1948/49. С 1948 по 1949 и в 1950 году был тренером сборной Турции. В 1949 году возглавил «Фенербахче», главного соперника «Галатасарая» по дерби. Он вернулся в Англию в 1951 году и с 1951 по 1976 год работал в «Уотфорде». За это время он провел матч-бенефис против «Лутон Таун» в 1968 году и прощальный матч против «Вулверхэмптон Уондерерс» в 1973 году.

## Судейство
Моллой также был известным арбитром в Турции.

## Личная жизнь
Моллой служил в британской армии во время Второй мировой войны.

## Достижения

### Галатасарай
- Победитель Стамбульской футбольной лиги: 1948/49